# Belgische haas

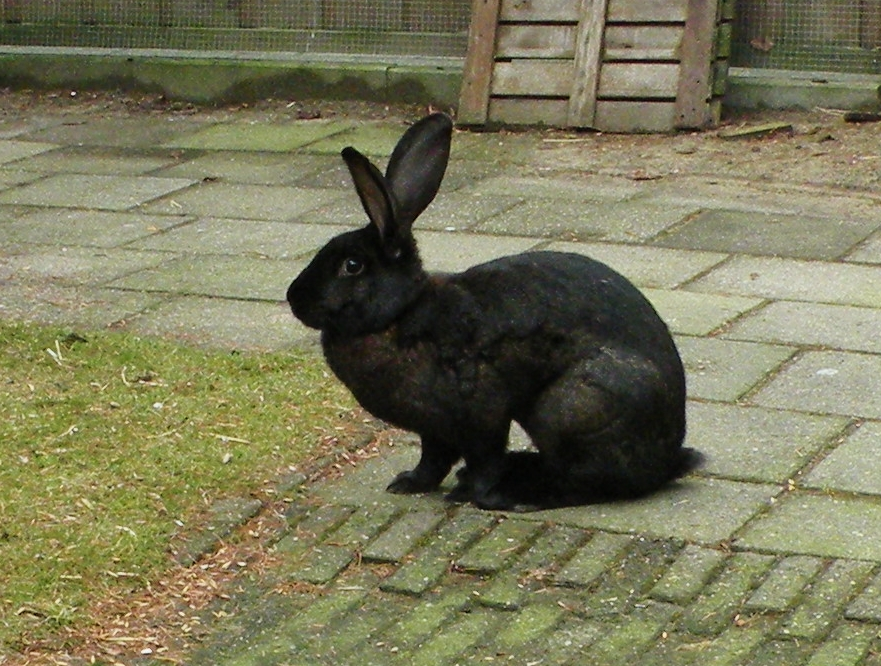
Belgische haas

De Belgische haas is een konijnenras. De Belgische haas lijkt op een haas, maar is een konijn. Over de afkomst bestaat discussie. Volgens de vereniging Het Belgisch raskonijn ontstond de Belgische haas uit de Patagoniër (een uitgestorven konijnenras) en de Vlaamse reus en was er reeds sprake van haaskleurige varianten in 1822.
De Engelse fokker Lumb, die vleeskonijnen verhandelde tussen Antwerpen en Engeland, maakte uiteindelijk het ras internationaal befaamd. Het werd geroemd omwille van zijn elegante en spectaculaire verschijning maar ook om zijn eigenschappen als geschikt vleeskonijn. Bij sportfokkers was het ras in trek omdat het dier zich zeer gemakkelijk in houding presenteert voor de keurmeesters.